# Charles Kibiwott
Charles Seronei Kibiwott (8 augustus 1974) is een Keniaans marathonloper.
Kibiwott was politieagent en daarvoor voetbalspeler. In 2000 maakte hij de overstap van het voetbal naar het hardlopen. Zijn eerste succes boekte hij in 2002 met het winnen van de marathon van Reims. Deze wedstrijd schreef hij ook het jaar erop op zijn naam.
In 2005 werd hij vierde op de marathon van Frankfurt met slechts zeven seconden achterstand op de winnaar Wilfred Kigen. In 2006 liep hij naar een derde plaats op de Rotterdam Marathon in een persoonlijk record van 2:06.52. Bij de Chicago Marathon werd hij door blessures slechts dertiende.
Kibiwott traint sinds 2005 in de trainingsgroep KIMbia onder leiding van Dieter Hogen.

## Persoonlijke records
| Onderdeel | Prestatie | Datum        | Plaats    |
| --------- | --------- | ------------ | --------- |
| 25 km     | 1:15.18   | 9 april 2006 | Rotterdam |
| 30 km     | 1:30.01   | 9 april 2006 | Rotterdam |
| marathon  | 2:06.52   | 9 april 2006 | Rotterdam |

## Palmares

### 10 km
- 2005:  Washington - 29.36
- 2005: 9e Richmond - 29.42

### 10 Eng. mijl
- 2005: 16e Credit Union Cherry Blossom - 50.28

### halve marathon
- 2005:  halve marathon van Williamsburg - 1:05.31

### Marathon
- 2002:  marathon van Reims - 2:10.21
- 2003: 4e marathon van Los Angeles - 2:11.23
- 2003: 4e marathon van Lewa - 2:26.26
- 2003:  marathon van Reims - 2:10.21
- 2004: 7e marathon van Los Angeles - 2:16.10
- 2004:  marathon van West Palm Beach - 2:19.18
- 2005: 6e marathon van Austin - 2:17.34
- 2005:  marathon van Knoxville - 2:22.54
- 2005: 4e marathon van Frankfurt - 2:08.36
- 2006:  marathon van Rotterdam - 2:06.52
- 2006: 13e Chicago Marathon - 2:15.00
- 2007: 9e marathon van Rotterdam - 2:15.12
- 2007:  marathon van Gyeongju - 2:09.45
- 2008: 5e marathon van Seoel - 2:08.33
- 2008:  marathon van Gyeongju - 2:10.06
- 2009: 7e marathon van Seoel - 2:11.18
- 2009: 12e marathon van Amsterdam - 2:12.40
- 2010: 5e marathon van Houston - 2:09.10
- 2010: 16e marathon van Praag - 2:14.14
- 2010:  marathon van Taiyuan - 2:14.03
- 2011: 5e marathon van Dongying - 2:17.24
- 2011: 5e marathon van Singapore - 2:18.29
- 2012: 8e marathon van Dalian - 2:15.40
- 2012: 5e marathon van Dublin - 2:13.31
- 2014: 8e marathon van Xichang - 2:23.22